# Anna Politkovskaja
Anna Stepanovna Politkovskaja (Russisch: Анна Степановна Политковская), geboren als Anna Stepanovna Mazepa (Russisch: Анна Степановна Мазепа), (New York, 30 augustus 1958 – Moskou, 7 oktober 2006) was een Russische journaliste, schrijfster en mensenrechtenactiviste, die verslag uitbracht over politieke gebeurtenissen in Rusland, in het bijzonder gedurende de Tweede Tsjetsjeense Oorlog (1999-2005).
Het was haar berichtgeving vanuit Tsjetsjenië die Politkovskaja haar nationale en internationale reputatie bezorgde. Zeven jaar lang weigerde ze de berichtgeving over de oorlog op te geven, ondanks talloze bedreigingen en meerdere aanslagen op haar leven. Politkovskaja werd gearresteerd door Russische strijdkrachten in Tsjetsjenië en onderworpen aan een schijnexecutie. Ze werd vergiftigd terwijl ze vanuit Moskou via Rostov aan de Don naar Tsjetsjenië vloog om te helpen bij het oplossen van de gijzeling op de school in Beslan in 2004, waarop ze terugvloog naar Moskou voor een medische behandeling die nodig was om haar gezondheid te herstellen.
Haar artikelen over de toestand in Tsjetsjenië, van na 1999, werden meerdere keren omgezet in boeken. Voor Russische lezers was de belangrijkste toegang tot haar onderzoeken en publicaties de Novaja Gazeta, een Russische krant met kritische onderzoeksverslaggeving over Russische politieke en sociale kwesties. Vanaf 2000 ontving ze talrijke internationale onderscheidingen voor haar werk. In 2004 publiceerde ze Poetin's Russia, een persoonlijk verslag van gebeurtenissen in Rusland gericht op een westers lezerspubliek.
Op 7 oktober 2006 werd Politkovskaja vermoord in de lift van haar flatgebouw, een moord die internationale aandacht trok. In juni 2014 werden vijf mannen veroordeeld tot gevangenisstraffen voor de moord op Politkovskaja, maar het is nog steeds onduidelijk wie opdracht gaf tot of betaalde voor de moord.

## Vroege jaren en carrière
Haar ouders waren Sovjet-diplomaten van Oekraïense afkomst die werkzaam waren bij de Verenigde Naties in New York. Ze studeerde journalistiek aan de Staatsuniversiteit van Moskou waar ze in 1980 afstudeerde en ging vervolgens werken bij de Russische krant Izvestia. In 1999 werd ze journalist bij een andere Russische krant, de Novaja Gazeta. Politkovskaja was een onafhankelijke en kritische verslaggeefster die politieke en maatschappelijke misstanden aan de kaak stelde. In haar krantenartikelen liet zij zich kritisch uit over de oorlog in Tsjetsjenië. Zij beschuldigde het Russische leger ervan in hun strijd met de Tsjetsjeense opstandelingen zich doorlopend te bezondigen aan het schenden van de mensenrechten. Het beleid van de Russische president Vladimir Poetin was ook onderwerp van haar kritiek. Politkovskaja schreef er het boek Poetins Rusland over, dat ook in het Nederlands uitkwam.
In het voorwoord schreef ze: "Het is nog te vroeg om afstand te nemen. Ik leef in het heden en noteer wat ik zie". Het boek geeft een onthutsend beeld van het beleid van president Poetin en de uitwassen waartoe dat leidt. Het is dan ook niet zomaar een biografie of een analyse van het presidentschap van Poetin. Ze schreef over de georganiseerde maffia en schandalen in de provincie, de corruptie in het leger, de overheid en rechtspraak, over de omkoping op grote schaal die het gevolg is van de opkomst van de straathandel en over het werkelijke verhaal achter de bestorming van het Moskouse theater aan de Doebrovskajastraat. Altijd staan individuen centraal: moeders van zonen die zich ophangen in militaire dienst, of vrienden van vroeger die tot moord in staat blijken te zijn.

## Doodsbedreigingen
Na de moord op Politkovskaja zei, Vyatsjeslav Izmailov – een militair die vóór 1999 had geholpen bij de onderhandelingen over de vrijlating van tientallen gijzelaars in Tsjetsjenië – en tevens haar collega bij Novaja Gazeta, dat hij op de hoogte was van ten minste negen eerdere gelegenheden waarbij Politkovskaja de dood onder ogen had gezien. Hij merkte op: "Soldaten aan het front gaan meestal niet de strijd in om te overleven".
Politkovskaja zei zelf niet bang te zijn, maar zich verantwoordelijk te voelen en bezorgd te zijn over haar informanten. In december 2015, tijdens de conferentie van de persvrijheid in Wenen, georganiseerd door Verslaggevers Zonder Grenzen, zei ze: "Mensen betalen soms met hun leven om hardop te zeggen wat ze denken. Er kan zelfs iemand vermoord worden omdat hij me informatie geeft. Ik ben niet de enige die gevaar loopt. Ik heb voorbeelden die het bewijzen." Als gevolg van haar werk werd ze bedreigd met verkrachting, ontving ze doodsbedreigingen en maakte ook een schijnexecutie mee, nadat ze was gearresteerd door het leger in Tsjetsjenië.

### Detentie in Tsjetsjenië
Begin 2001 werd Politkovskaja door militaire functionarissen vastgehouden in het zuidelijke bergdorp Khattuni in Tsjetsjenië. Ze onderzocht daar klachten van 90 Tsjetsjeense families over "bestraffende invallen" door federale troepen. Ze interviewde Rosita, een Tsjetsjeense grootmoeder uit het dorp Tovzeni, die 12 dagen lang werd geslagen, gefolterd met elektrische schokken en opgesloten in een put. De mannen die Rosita arresteerden, presenteerden zich als FSB-medewerkers. De mannen vroegen Rosita's familieleden om losgeld, deze onderhandelden over een kleiner bedrag omdat ze het niet konden betalen. Een andere geïnterviewde beschreef de moorden en verkrachtingen van Tsjetsjeense mannen in een "concentratiekamp met een commerciële inslag" nabij het dorp Khattuni.
Bij het verlaten van het kamp werd Politkovskaja vastgehouden, ondervraagd, geslagen en vernederd door Russische troepen: "De jonge officieren martelden me, en raakten vakkundig mijn zere plekken. Ze bekeken de foto's van mijn kinderen en zeiden wat ze met de kinderen wilden gaan doen. Dit ging zo'n drie uur door." Ze werd onderworpen aan een schijnexecutie met behulp van een BM-21 Grad, daarna vergiftigd met een kopje thee waardoor ze moest braken en haar cassette-opnamen werden in beslag genomen. Ze beschreef haar schijnexecutie als volgt:
"Een luitenant-kolonel met een donker gezicht en doffe donkere uitpuilende ogen zei op zakelijke toon: 'Laten we gaan. Ik ga je neerschieten'. Hij leidde me de tent uit, de volledige duisternis in. De nachten zijn hier ondoordringbaar. Nadat we een tijdje hadden gelopen, zei hij: 'Klaar of niet, hier kom ik'. Om me heen barstte iets van pulserend vuur, krijsend, brullend en grommend. De luitenant-kolonel was erg blij toen ik van schrik in elkaar hurkte. Het bleek dat hij me recht onder een "Grad" raketwerper had geleid op het moment dat deze werd afgevuurd."
Na de schijnexecutie zei de Russische luitenant-kolonel tegen haar: "Hier is de banya. Doe je kleren uit." Toen hij zag dat zijn woorden geen effect hadden, werd hij erg boos: "Een echte luitenant-kolonel maakt je het hof en jij zegt nee, militante teef."
In 2006 verklaarde het Europees Hof voor de Rechten van de Mens dat Rusland verantwoordelijk was voor de gedwongen verdwijning van een vermoedelijke Ingoesj-militant, Khadzji-Moerat Yandijev. Kolonel-generaal Alexander Baranov, de commandant van de Russische Kaukasus, werd door Politkovskaja's kampgids genoemd als degene die het bevel had gegeven gevangengenomen militanten in de kuilen te houden en werd gefilmd terwijl hij opdracht gaf tot de executie van Yandijev.

### Vergiftiging
Toen ze in september 2004 naar het zuiden vloog om te helpen bij de onderhandelingen met de groep Tsjetsjenen die meer dan 1100 schoolkinderen en volwassenen gijzelden in Beslan (Noord-Ossetië), werd Politkovskaja ernstig ziek en verloor het bewustzijn na het drinken van thee die haar was gegeven door een stewardess van Aeroflot. Ze was naar verluidt vergiftigd, en sommigen beschuldigden de voormalige FSB-giffaciliteit.

### Bedreigingen van een OMON-officier
In 2001 vluchtte Politkovskaja naar Wenen, nadat ze per e-mail werd bedreigd door een wraakzuchtige politieagent die ze had beschuldigd van wreedheden tegen burgers in Tsjetsjenië. Korporaal Sergey Lapin werd in 2002 gearresteerd en aangeklaagd, maar de zaak tegen hem werd het jaar daarop gesloten. In 2005 werd Lapin veroordeeld en gevangen gezet voor de marteling en de daaropvolgende verdwijning van een Tsjetsjeense burgergevangene, de zaak die Politkovskaja aan de kaak stelde in haar artikel "Verdwijnende mensen". Een voormalige collega-officier van Lapin was, op grond van de theorie dat het motief wraak zou kunnen zijn voor haar aandeel in de veroordeling van Lapin, een van de verdachten van de moord op Politkovskaja.

### Conflict met Ramzan Kadyrov
In 2004 had Politkovskaja een gesprek met Ramzan Kadyrov, de toenmalige premier van Tsjetsjenië. Een van zijn assistenten zei tegen haar: "Iemand had je moeten neerschieten in Moskou, gewoon op straat, zoals ze in jouw Moskou doen". Kadyrov herhaalde hem: 'Je bent een vijand. Om neergeschoten te worden... Op de dag van haar moord, zei Dmitry Moeratov, hoofdredacteur van Novaja Gazeta was Politkovskaja van plan om een lang verhaal in te dienen over de martelpraktijken waarvan wordt aangenomen dat ze worden gebruikt door de Tsjetsjeense veiligheidsdetachementen, bekend als Kadyrovtsy. In haar laatste interview beschreef ze Kadyrov - nu president van Tsjetsjenië - als de "Tsjetsjeense Stalin van onze dagen".

## Moord

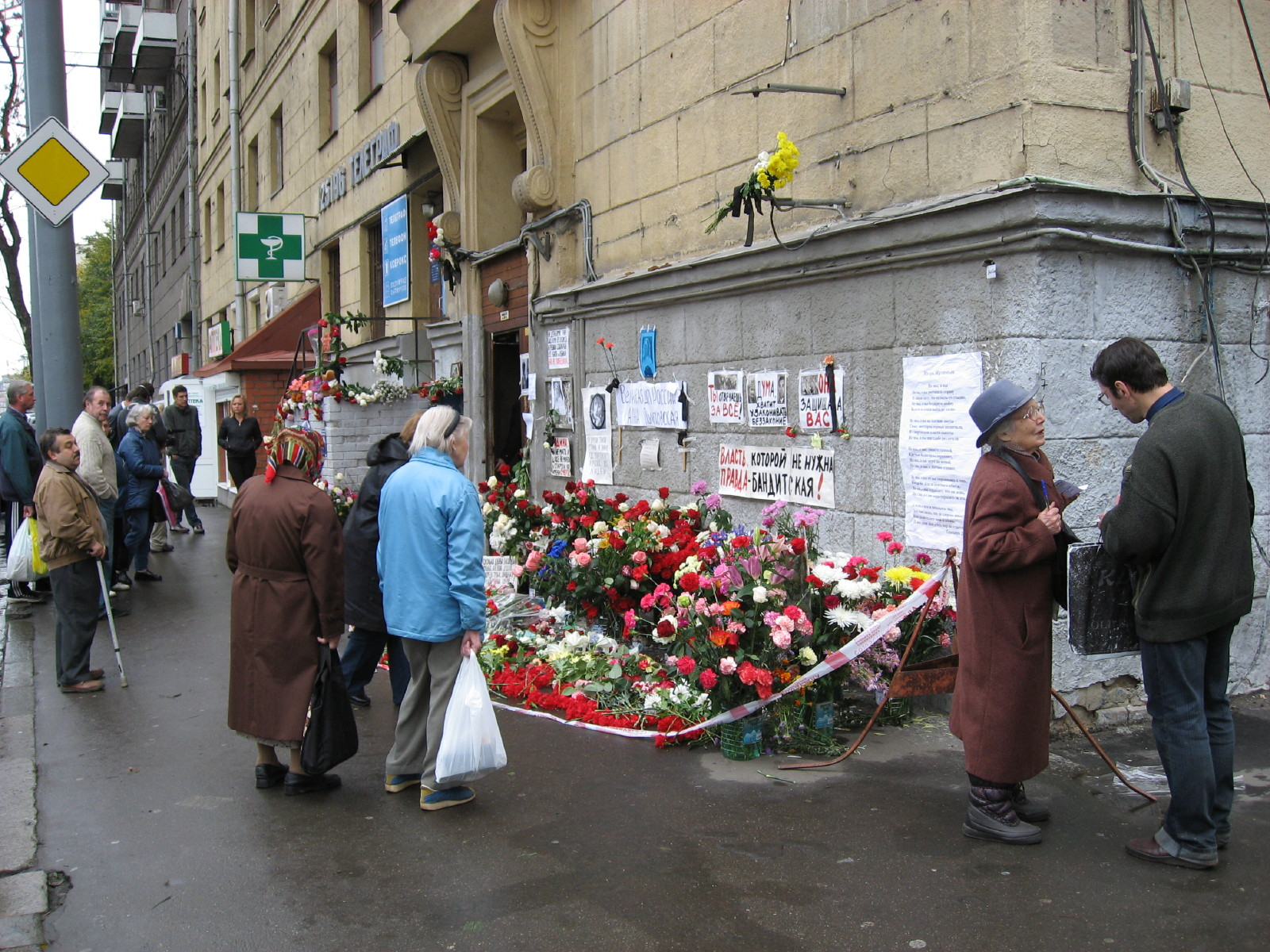
Eerbetoon van burgers aan Politkovskaja bij de ingang van het appartementencomplex waar zij werd doodgeschoten.

Op 7 oktober 2006 werd Anna Politkovskaja op 48-jarige leeftijd dood aangetroffen in een lift van haar appartementencomplex, ze bleek te zijn doodgeschoten. De moordenaar had het moordwapen, een revolver met kogels, in de lift achtergelaten. Vijf jaar later volgde een bekentenis van voormalig politieofficier, Dmitri Pavljoetsjenkov, die ervan werd beschuldigd de moord te hebben georganiseerd. Hij werd in 2012 tot elf jaar strafkamp veroordeeld voor zijn aandeel in de moord. In 2014 werden voor de moord nog eens vijf mannen tot gevangenisstraf veroordeeld, waarvan twee tot levenslang. De vraag wie de moord had bevolen bleef echter onbeantwoord.
Kort na Politkovskajas overlijden werd ook Alexander Litvinenko, de Russische dissident en voormalig veiligheidsdienst-agent, die onderzoek deed naar haar moord, vergiftigd. Verondersteld wordt dat de Russische overheid schuldig is aan zijn dood, maar dit is nooit bewezen. Hij stierf ten gevolge van een polonium-vergiftiging op 23 november 2006.
De tot 20 jaar cel veroordeelde Rus Sergej Chadzjikoerbanov kreeg in november 2023 gratie omdat hij zes maanden in het Russisch leger gediend had bij de Russische invasie van Oekraïne. De voormalige politieagent werd in 2014 schuldig bevonden aan het voorzien van logistieke steun voor de moord van de onderzoeksjournaliste.

## Onderscheidingen
Politkovskaja's journalistieke en publicerende werkzaamheden werden gekenmerkt door menselijkheid, passie en haar focus op individuen. Voor haar werk werd ze diverse malen onderscheiden.
Zo ontving ze in 2004 de Olof Palme-prijs en in april 2005 de Prijs voor de vrijheid en de toekomst van de pers van de Mediastichting Leipzig; met Seymour Hersh, Hans-Martin Tillack en Britta Pedersen moest ze 30.000 euro delen. Postuum werd haar in 2007 de Guillermo Cano Internationale Prijs voor Persvrijheid van de UNESCO toegekend.